# Stadion GKS Katowice
Stadion GKS Katowice – stadion położony na terenie Parku Śląskiego (administracyjnie położonego w granicach Chorzowa), na którym – przed przenosinami na Stadion Miejski – swoje mecze rozgrywała drużyna GKS Katowice. W przeszłości należał do najnowocześniejszych obiektów sportowych w Polsce. Budowany i modernizowany na podstawie najlepszych światowych rozwiązań, wzorowany był na średniej wielkości obiektach zachodnioeuropejskich. Od października 2021 roku przy ulicy Upadowej prowadzona była budowa nowego stadionu, która zakończyła się w 2025 roku.

## Informacje ogólne
- Pojemność – 6710 miejsc (wszystkie siedzące)
  - 190 (Sektor VIP)
  - 50 (Sektor dla prasy)
  - 406 (Sektor gości)
- Moc oświetlenia – 1800 lx
- Wymiary boiska – 110 × 70 m
- Inauguracja – 1955
- Renowacje – 1959–1960, 1986–1987, 2008–2012[3][4],
- Adres:
  - ul. Bukowa 1
  - 40-108 Katowice[1]

## Opis stadionu
Stadion pełni wyłącznie funkcję stadionu piłkarskiego. Posiada system przeciwpożarowy, zaplecze medyczne oraz nowoczesny system monitorowania ruchu widzów składający się z systemu kamer oraz dwóch pomieszczeń kontrolnych.
Podgrzewana murawa boiska o powierzchni 110 × 70 metrów otoczona jest trzema trybunami: główną (zadaszona konstrukcja mieszcząca kompleks obiektów tworzących zaplecze organizacyjno-techniczne), północną (konstrukcja stalowa) oraz zachodnią (zadaszona konstrukcja ziemna). Ogółem obiekt liczący 13 niezależnych sektorów jest w stanie pomieścić prawie 7 tys. widzów na miejscach siedzących. Ze względów bezpieczeństwa każdy sektor otoczony jest barierami stalowymi o wysokości 2,2 metra. Specjalnie wydzielona trybuna VIP dysponuje miejscami dla 190 gości.
Dla dziennikarzy przeznaczonych jest 50 miejsc, w tym 36 stanowisk komentatorskich. Na potrzeby relacji telewizyjnych przeznaczonych jest osiem niezależnych stanowisk dla kamer, dających pełny obraz pola gry. Dodatkowo do dyspozycji mediów pozostaje specjalne pomieszczenie telekomunikacyjne, biuro prasowe, sala konferencyjna oraz odosobniony pokój wywiadów. Stadion oświetlają 4 maszty o wysokości 40 m i łącznej mocy 470 kW. Oświetlenie to jest przystosowane do przeprowadzania transmisji telewizyjnych w systemie HD. Koszt tego zadania wyniósł 3 455 000 zł brutto.
Do dyspozycji zawodników są dwie wentylowane szatnie, każda posiadająca 16 natrysków oraz 2 stoły do masażu. W nagłych przypadkach pomocą służy obszerny, przeszło 100 metrowy gabinet medyczny, wyposażony w salkę pierwszej pomocy oraz urządzenia rehabilitacyjne. Zgodnie z wymogami funkcjonuje również specjalistyczne pomieszczenie kontroli antydopingowej. Część biurowa obiektu składa się z 12 pomieszczeń o łącznej powierzchni 180 m².

## Modernizacja z lat 2008–2012
W 2008 roku zapadła decyzja o konieczności przeprowadzenia modernizacji stadionu. Zakres prac obejmował m.in. wymianę wszelkiego rodzaju instalacji (elektrycznych, wodnych oraz cieplnej), wymianę głównej płyty boiska z zastosowaniem rozwiązania podgrzewania murawy oraz budowę dwóch boisk treningowych (w tym jednego ze sztuczną trawą). Zgodnie z koncepcją, ówczesna trybuna główna miała być wówczas częścią nowego stadionu. Prace trwały do 2012r.

## Budowa nowego obiektu w latach 2021–2025
W roku 2019 powstał projekt nowego stadionu. Przetarg na budowę obiektu wygrało konsorcjum NDI SA Lider. Umowę z wykonawcą podpisano we wrześniu 2021r. Symboliczne wbicie łopaty miało miejsce w październiku 2021 roku, natomiast prace zasadnicze rozpoczęły się w lutym 2022 roku. Zakończenie prac przewidziano na drugą połowę 2024 roku; obiekt finalnie oddany do użytku został na początku 2025 roku.

## Lokalizacja i otoczenie stadionu
Obiekt przy ulicy Bukowej znajduje się 4 km na zachód od Śródmieścia, co czyni go łatwo dostępnym dla mieszkańców regionu oraz przyjezdnych kibiców. Otoczony przez Park Śląski stadion klubu wchodzi w skład największego kompleksu rekreacyjno-sportowego w Polsce. Dla gości przygotowane są punkty gastronomiczne oraz wydzielone parkingi, mieszczące w sumie blisko 900 samochodów.